# Radio Festival
Festival es una estación radial chilena ubicada en el 1270 del dial AM y en el 93.7 MHz del dial FM en el Gran Valparaíso. Realiza sus transmisiones desde la ciudad de Viña del Mar.
Su perfil programático captura preferentemente la audiencia de hombres y mujeres mayores de 45 años.

## Historia
Sus orígenes provienen de la extinta Radio Minería, cual a raíz del inicio de la dictadura militar, había cambiado de gerentes, quienes sugirieron "bajar el nivel cultural a cero" si querían continuar con las transmisiones. Fue de esta manera que Radio Festival nació el 1 de octubre de 1976 en el CB-127 del dial AM para la Región de Valparaíso.
Desde sus inicios la emisora ha ocupado el primer lugar de sintonía entre todas las radios AM y FM de la región, lo que se vio ratificado en las últimas encuestas de sintonía radial. Su programación consta de espacios misceláneos en vivo, combinados con los mejores clásicos latinos y una completa selección entre folklore y temas musicales del momento.
Su transmisor Amplitud Modulada cuenta con 10 kW de potencia, lo que permite cubrir en perfectas condiciones toda la Región de Valparaíso y para el resto del país y todo el mundo a través de su señal en línea de su página web.
En enero de 2016, luego de casi 40 años, se confirmó que Radio Festival comenzará a emitir durante los próximos meses en el dial FM, a través de la frecuencia 93.7 MHz. Las transmisiones en FM de la radio comenzaron el 28 de diciembre de 2016.
Tras los devastadores incendios que afectaron a las comunas de Valparaíso, Viña del Mar, Quilpué, Villa Alemana y Limache el 1 de febrero de 2024, la planta transmisora de Radio Festival, ubicada en las cercanías del sector de Lomas Latorre, cercano a Villa Independencia, sector devastado por el siniestro, se vio afectada por efectos del fuego y el viento, botando la antena de la señal AM, la cual dejó de transmitir a la espera de la reposición del mástil y afectando la señal FM, la cual sufrió percances relacionados con la falta de energía, lo que provocó el corte momentáneo y baja de potencia de la señal, mientras no se contaba con señal de aire, la radio transmitió por internet, afortunadamente los equipos no sufrieron mayores daños y solo se espera la reposición de la señal AM, la normalización del suministro eléctrico para retomar al 100% las transmisiones AM y la potencia de la señal FM.

## Programas
- Los Responsables: 06:00 a 09:00. Conduce Ernesto Collao Martínez y la participación del Móvil-Noticias de Festival con Carlos Williams Arriola. Cuando el "Negro" Collao está enfermo o tiene eventos Folclóricos, es reemplazado por Gonzalo Castro Gallardo. Algunas veces la lectura del resumen informativo y/o "Sin Punto" lo hacen los periodistas Esteban Vásquez o Sebastián Estay. Anteriormente, Luis Alberto "Tano" Caprile Vidal.
- Show 127: 09:00 a 13:00. Conducen Juan Alberto Sepúlveda Quezada y ahora lo conduce la primera parte, Carlos Williams Arriola.y la participación del Móvil-Noticias de Festival con Carlos Williams Arriola. Anteriormente lo hicieron Carlos "Superocho" Alarcón y Hans Kittsteiner Orellana y Claudio Gómez Díaz. Algunas veces cuando no está Juan Alberto Sepúlveda Quezada, lo hace Ernesto Collao Martínez. Ahora lo conduce "Ay Juan".
- Súper Festivalazo: 13:10 a 14:00. Conducen Juan Alberto Sepúlveda y Carlos Williams Arriola y en algunas veces Ernesto Collao Martínez. (anteriormente, Luis Alberto Caprile Vidal, Carlos "Superocho" Alarcón Vega y Hans Kittsteiner Orellana)
- El Gran Festival: 14:00 a 18:00. Basado en música y boletines informativos. Con la conducción de Juan Alberto Sepúlveda, Ernesto Collao Martínez y Gonzalo Castro Gallardo.
- Música del Recuerdo: de 18:00 a 20:00. Toda la música de los años 50, 60, 70 y 80. Con la conducción de Claudio Bustamante o Juan Alberto Sepúlveda.(antes lo hizo Carlos "Superocho" Alarcón)
- Con la Gente que nos Gusta de 20:00 a 23:00. Conducen Gonzalo Castro Gallardo o Claudio Bustamante.
- Retransmisión del Súper Festivalazo. de 23:00 a 00:00 h.
- Región 127. Con la conducción de la periodista Alejandra Zamorano, va de las 14:30 hasta las 15:30 h.
- Show 127 domingo: de 09:00 hasta las 13:30 h, con la conducción de Alejandro "Monono" Alarcón Galdames.
- Festidomingo: De 08:10 a 09:00 h, con la conducción de Alejandro "Monono" Alarcón Galdames. Microprograma: "Refugio de Cristo" con Carlos Williams Arriola que dura 5 minutos.
- El Gran Festival Dominical: desde las 15:30 hasta las 21:00 h, con Juan Alberto Sepúlveda Quezada o Claudio Bustamante.